# Сакиласонио
Сакиласонио (груз. საკილასონიო) — село в Грузии, на территории Сенакского муниципалитета края (мхаре) Самегрело-Верхняя Сванетия.

## География
Село находится в западной части Грузии, к югу от реки Техури, на расстоянии приблизительно 2 километров (по прямой) к востоку от города Сенаки, административного центра муниципалитета. Абсолютная высота — 32 метра над уровнем моря.

## Население
По результатам официальной переписи населения 2014 года в Сакиласонио проживало 355 человек (169 мужчин и 186 женщин). В национальной структуре населения грузины составляли 99,7 %.
| Год  | Население, человек |
| ---- | ------------------ |
| 2002 | 364                |
| 2014 | ↘ 355              |